# 卡尔·波兰尼
卡爾·保羅·波蘭尼（Karl Paul Polanyi，/poʊˈlænji/，[ˈpolaːɲi ˈkaːroj]；1886年10月25日—1964年4月23日）是一位出身奧匈帝國的經濟人類學家、經濟社會學家和政治家。他以寫作《鉅變：當代政治、經濟的起源》（英語：The Great Transformation: The Political and Economic Origins of Our Time）廣為人知。
波蘭尼關注不同社會框架內經濟關係運作的整體觀點的發展，這導致他進行詳細的歷史和人類學研究。他以市場經濟作為一種特殊的社會組織形式為主題寫作多部專著。《鉅變：當代政治、經濟的起源》集中討論19世紀市場經濟的發展，波蘭尼表示這種經濟形式造成社會分裂，以至於沒有長遠未來。他與其他人合著的《Trade and Markets in the Early Empires》則集中討論非市場社會形式；波蘭尼為他所認為的非市場經濟制定概念架構。他也在《Dahomey and the Slave Trade》一書中分析奴隸輸出國的經濟結構。
波蘭尼研究古代經濟的方法已應用於各種案例，例如前哥倫布時期的美洲和古代美索不達米亞，儘管其對古代社會研究的實用性總體上受質疑。

## 生平

### 早年
波兰尼于1886年出生在奥匈帝国的首都维也纳的一个犹太人家庭。波兰尼的弟弟迈克尔·波兰尼是一位哲学家，侄女伊娃·蔡塞尔是一位世界著名的陶艺家。波兰尼的父亲米哈伊·波罗塔克（Mihály Pollacsek）是一位铁路实业家。米哈伊从未修改过自己的姓氏，死后葬于布达佩斯的一处犹太墓地。卡尔·波兰尼和弟弟把自己的姓氏改为波兰尼（而不是冯·波兰尼）。尽管父亲的生意时好时坏，波兰尼仍然接受了良好的教育，并很快就在布达佩斯的知识分子与艺术家圈子里崭露头角。

### 在布达佩斯
在布达佩斯大学读书时，波兰尼成立了激进且颇有影响力的伽利略俱乐部，这个俱乐部对其后的匈牙利知识分子产生了深远影响。这一时期，波兰尼与当时有名的思想家广为结交，如卢卡奇·捷尔吉、奥茨卡尔·雅兹、卡尔·曼海姆等。1912年，波兰尼从布达佩斯大学毕业，获法学博士学位。1914年，他帮助成立了匈牙利激进党，并任书记。
第一次世界大战期间，波兰尼作为奥匈帝国军队的一名骑兵军官在俄国前线作战，之后负伤被送入布达佩斯的医院。波兰尼支持卡罗伊·米哈伊伯爵所领导的共和国与她的社会民主体制。但民主共和国不久就被库恩·贝拉推翻，并成立了匈牙利苏维埃共和国，此时波兰尼离开布达佩斯，前往维也纳。

### 在维也纳
自1924年至1933年，波兰尼作为资深编辑受雇于著名的“奥地利经济学家”杂志。正是在这一时期，波兰尼开始对奥地利经济学派进行批判，认为其创造了一个抽象模型来联系种种的经济活动，却丧失了对社会有机性的洞见。波兰尼本人被费边主义与乔治·道格拉斯·霍华德·柯尔的著作所吸引，同时还对基督教社会主义产生了兴趣。

### 在伦敦
1933年，由于希特勒上台与奥地利本土汹涌的法西斯浪潮，“奥地利经济学家”的出版商对容留一位突出的社会主义者作为杂志编辑感到很有压力，因此要求波兰尼主动辞职。不久，波兰尼离开维也纳，前往伦敦，靠做记者和家教谋生，并在工人教育协会谋得一个讲师的职位。他当时的讲义包含了日后成为《鉅變》一书的研究。然而，直到1940年他前往佛蒙特州获得本宁顿学院的教职时才开始撰写这部著作。

### 在美国
波兰尼1940年加入位于美国佛蒙特州的本宁顿学院，教授一门由五次讲座构成的“当代的转型”课程。讲座题目分别是，回顾19世纪、趋向综合社会、国际体系的崩坏、美国是例外吗、马克思主义与俄国革命秘史。除此以外，波兰尼还参加了本宁顿人文主义系列讲座，讲座题为“让-雅克·卢梭：自由社会是可能的吗？”
波兰尼的《鉅變》于1940年开始写作，1944年出版，甫一面世即大受好评。书中阐述了英国的封闭与当代经济体系于19世纪初的形成过程。

### 在加拿大
二战结束后，波兰尼在哥伦比亚大学获得一个教职。然而，由于他的妻子曾经是共产主义者，不可能拿到美国的签证，所以波兰尼举家迁往加拿大，同时波兰尼改在纽约大学任职。在1950年代早期，波兰尼获得了福特基金会的大笔赞助，用于对古代帝国的经济体系进行研究。
对现代经济体系的出现作出解释之后，波兰尼试图了解在遥远的古代各种不同的经济形态是如何诞生的。他在哥伦比亚大学主持的研讨会吸引了很多知名学者，对学界产生很大影响，并于1957年结集出版了名为《早期帝国的贸易与市场》的著作。波兰尼晚年继续写作，还创立了《共存》杂志。1964年波兰尼死于加拿大安大略省皮克林的住所内。

## 著作
- "Socialist Accounting" (1922)
- The Great Transformation (1944)
《鉅變：當代政治、經濟的起源》（1989），遠流出版 ISBN 9789573207757
《大转型：我们时代的政治与经济起源》（2007），浙江人民出版社 ISBN 9787213034435
《巨变：当代政治与经济的起源》（2013），社会科学文献出版社 ISBN 9787509740248
《巨变：当代政治与经济的起源》（2017），社会科学文献出版社 ISBN 9787509786819
《鉅變：當代政治、經濟的起源》（2020），春山出版 ISBN 9789869804264
《大转型：我们时代的政治与经济起源》（2020），当代世界出版社 ISBN 9787509015216
- "Universal Capitalism or Regional Planning?," The London Quarterly of World Affairs, vol. 10 (3) (1945).
- Trade and Markets in the Early Empires (1957, edited and with contributions by others)
- Dahomey and the Slave Trade (1966)
- George Dalton (ed), Primitive, Archaic, and Modern Economics: Essays of Karl Polanyi (New York: Doubleday & Company, 1968); collected essays and selections from his work.
- Harry W. Pearson (ed.), The Livelihood of Man (Academic Press, 1977).
- Karl Polanyi, For a New West: Essays, 1919–1958 (Polity Press, 2014). ISBN 9780745684444
《新西方论》（2017），海天出版社 ISBN 9787550716797